# 은률선
은률선(殷栗線)은 사리원시에서 가까운 은파역과 은률군을 잇는 철도이다. 중간에 장연군으로 가는 장연선도 분기한다. 사리원역과는 황해청년선을 거쳐서 연결된다.

## 노선 정보
- 구간과 거리 : 은파역-철광역 117.8 km
- 역 수 : 18개(양단역 포함)
- 궤도 간격 : 1435mm(표준궤)
- 전철화 구간 : 없음
- 복선 구간 : 없음

## 연혁
- 1920년 12월 21일 : 사리원역~재령역 구간이 사설철도 황해선으로서 개통됨
- 1921년 11월 16일 : 재령역~신천역 구간 개통, 서사리원역 개업(후일 폐쇄됨)
- 1922년 10월 15일 : 창촌역 개업(후일 폐쇄됨)
- 1929년 11월 1일 : 신천역~수교역 구간 개통

## 역목록
| 역명       | 로마자 역명        | 한자 역명  | 접속 노선  |
| ---------- | ------------------ | ---------- | ---------- |
| 사리원청년 | Sariwŏn Ch'ŏngnyŏn | 沙里院靑年 | 평부선     |
| 송산       | Songsan            | 松山       |            |
| 은파       | Ŭnp'a              | 銀波       | 황해청년선 |
| 양동       | Yangdong           | 養洞       |            |
| 금산       | Kŭmsan             | 金山       |            |
| 재령       | Chaeryŏng          | 載寧       |            |
| 백석       | Paeksŏk            | 白石       |            |
| 신천온천   | Sinch'ŏn Onch'ŏn   | 信川溫泉   |            |
| 신천       | Sinch'ŏn           | 信川       |            |
| 황해룡문   | Hwanghae Ryongmun  | 黃海龍門   |            |
| 삼천       | Samch'ŏn           | 三泉       |            |
| 월봉       | Wŏlbong            | 月峰       |            |
| 수교       | Sugyo              | 水橋       | 장연선     |
| 구탄       | Kut'an             | 九灘       |            |
| 송화       | Songhwa            | 松禾       |            |
| 산수       | Sansu              | 山水       |            |
| 과일       | Kwail              |            |            |
| 신대       | Sindae             | 新大       |            |
| 운성       | Unsŏng             | 雲城       |            |
| 은률       | Ŭnnyul             | 殷栗       |            |
| 금산포     | Kŭmsanp'o          | 金山浦     |            |
| 철광       | Ch'ŏlgwang         | 鐵鑛       | 서해갑문선 |

## 같이 보기
- 황해선

## 참고 문헌
- 国分隼人, 《将軍様の鉄道 北朝鮮鉄道事情》, 新潮社, 2007, ISBN 978-4-10-303731-6
- 鉄道省 編, 《鉄道停車場一覧. 昭和12年10月1日現在》, 1937, p508